# 小加斯帕里拉島
小加斯帕里拉島（英語：Little Gasparilla Island）是位於美國佛羅里達州夏洛特縣的一個非建制地區。該地的面積和人口皆未知。

## 地理
小加斯帕里拉島的座標為26°49′47″N 82°17′27″W / 26.82972°N 82.29083°W，而該地的平均海拔高度為1米（即3英尺）。